# František Kubant
František Kubant (10. ledna 1892 Ronov nad Doubravou – 1973) byl český a československý politik Československé sociální demokracie, pak Komunistické strany Československa a poúnorový poslanec Národního shromáždění ČSR.

## Biografie
Pocházel z chudé rodiny tkalců a zemědělských dělníků. Působil v dělnickém družstevnictví. V roce 1934 se stal ředitelem konzumního družstva v Liberci, do té doby zasedal v administrativě Ústředního svazu československých družstev jako revizor.
Po únorovém převratu v roce 1948 patřil k frakci tehdejší sociálně demokratické strany loajální vůči Komunistické straně Československa, která v sociální demokracii převzala moc,proměnila ji na spojence komunistického režimu a během roku 1948 sloučila s KSČ. V červnu 1948 byl v souvislosti se sloučením ČSSD a KSČ kooptován za člena Ústředního výboru Komunistické strany Československa. IX. sjezd KSČ ho ve funkci potvrdil. V roce 1960 získal Řád práce a roku 1968 Řád republiky.
Ve volbách roku 1948 byl zvolen do Národního shromáždění za ČSSD ve volebním kraji Liberec. Po sloučení ČSSD s KSČ přešel v červnu 1948 do poslaneckého klubu komunistů. V parlamentu zasedal do konce funkčního období, tedy do voleb v roce 1954.